# Bürgermeisterei Arzfeld
Die Bürgermeisterei Arzfeld war eine von ursprünglich 29 preußischen Bürgermeistereien, in die sich der 1816 neu gebildete Kreis Prüm im Regierungsbezirk Trier verwaltungsmäßig gliederte. Von 1822 an gehörte der Regierungsbezirk Trier, damit auch die Bürgermeisterei Arzfeld, zu der in dem Jahr neu gebildeten Rheinprovinz. Der Verwaltung der Bürgermeisterei unterstanden drei Gemeinden. Der Verwaltungssitz war in Arzfeld, später in der heutigen Ortsgemeinde Daleiden im Eifelkreis Bitburg-Prüm in Rheinland-Pfalz.
Die Bürgermeisterei wurde 1927 in Amt Arzfeld umbenannt, dieses 1936 aufgelöst und mit anderen Ämtern zum seinerzeit neu gebildeten Amt Daleiden-Leidenborn zusammengeschlossen.

## Gemeinden und zugehörige Ortschaften
Zur Bürgermeisterei Arzfeld gehörten folgende Gemeinden (Stand 1843):
- Arzfeld (353 Einwohner) mit dem Gehöft Dreis (11), der Arzfelder Mühle und den Häusern Inzenfenn (8) und Prümerbach (4)
- Irrhausen (253)
- Neurath (130; seit 1972 Ortsteil von Arzfeld) mit dem Haus Hohenseifen (5)

Insgesamt lebten im Bürgermeistereibezirk 765 Menschen in 129 Wohnhäusern. Alle Einwohner waren katholisch. Es gab in Arzfeld und in Irrhausen jeweils eine Kirche und eine Schule (Stand 1843).
Bei einer statistischen Erhebung aus dem Jahr 1885 wurden 825 Einwohner in 166 Haushalten gezählt; die Fläche der zugehörenden Gemeinden betrug insgesamt 2.135 Hektar, davon waren 860 Hektar Ackerland, 187 Hektar Wiesen und 336 Hektar Wald.

## Geschichte
Alle Ortschaften im Verwaltungsbezirk der Bürgermeisterei gehörten vor 1794 zum Herzogtum Luxemburg (Quartier Echternach), Arzfeld und Irrhausen zur Herrschaft Dasburg, Neurath zur Herrschaft Neuerburg. Im Jahr 1794 hatten französische Revolutionstruppen die Österreichischen Niederlande, zu denen das Herzogtum Luxemburg gehörte, besetzt und im Oktober 1795 annektiert. Unter der französischen Verwaltung gehörte das Gebiet zum Kanton Arzfeld, der verwaltungsmäßig dem Arrondissement Bitburg im Departement Wälder zugeordnet war.
Aufgrund der Beschlüsse auf dem Wiener Kongress wurde 1815 das vormals luxemburgische Gebiet östlich der Sauer und der Our dem Königreich Preußen zugeordnet. Unter der preußischen Verwaltung wurden im Jahr 1816 Regierungsbezirke und Kreise neu gebildet, linksrheinisch behielt Preußen in der Regel die Verwaltungsbezirke der französischen Mairies vorerst bei. Die Bürgermeisterei Arzfeld entsprach insoweit der vorherigen Mairie Arzfeld.
So wie alle Landbürgermeistereien in der Rheinprovinz wurde die Bürgermeisterei Arzfeld 1927 in „Amt Arzfeld“ umbenannt. Schließlich wurde die zuletzt von Daleiden aus mitverwaltete Bürgermeisterei im Jahr 1936 aufgelöst und in das gleichzeitig neugebildete Amt Daleiden-Leidenborn eingegliedert.
Alle Ortschaften gehören heute verwaltungsmäßig zur Verbandsgemeinde Arzfeld im Eifelkreis Bitburg-Prüm in Rheinland-Pfalz.